# یان اسلایترس
یان اسلایترس (انگلیسی: Jan Sluyters; ۱۷ دسامبر ۱۸۸۱ – ۸ مهٔ ۱۹۵۷) نقاش، طراح، تصویرگر، و سنگ‌تراش اهل پادشاهی هلند بود.